# Championnat de Finlande de hockey sur glace 1973-1974
Saison précédente Saison suivante
La saison 1973-1974 est la 44e saison de la SM-sarja.
Le HIFK gagne la saison régulière et ainsi remporte le titre de champion de Finlande.

## SM-sarja

### Déroulement
Les dix équipes participantes sont rassemblées au sein d'une poule unique où elles s'affrontent toutes à quatre reprises, deux fois à domicile et deux fois à l'extérieur, pour un total de 36 parties jouées chacune. Le premier du classement final est sacré champion de Finlande. Le dernier est relégué en I-divisionna pour la saison 1974-1975 tandis que l'avant-dernier joue un barrage de promotion-relégation contre le deuxième de la poule finale de la Suomen sarja.

### Classement
| Clt   | Équipe            | PJ | V  | D  | N | BP  | BC  | Diff | Pts |
| ----- | ----------------- | -- | -- | -- | - | --- | --- | ---- | --- |
| +001, | HIFK              | 36 | 25 | 8  | 3 | 204 | 104 | +100 | 53  |
| +002, | Tappara Tampere   | 36 | 23 | 10 | 3 | 186 | 99  | +87  | 49  |
| +003, | Ilves Tampere     | 36 | 23 | 12 | 1 | 182 | 135 | +47  | 47  |
| +004, | Jokerit Helsinki  | 36 | 20 | 11 | 5 | 192 | 116 | +76  | 45  |
| +005, | KooVee Tampere    | 36 | 20 | 12 | 4 | 178 | 139 | +36  | 44  |
| +006, | Ässät Pori        | 36 | 17 | 13 | 6 | 154 | 145 | +9   | 40  |
| +007, | TuTo Turku        | 36 | 11 | 20 | 5 | 132 | 195 | -63  | 27  |
| +008, | TPS Turku         | 36 | 10 | 20 | 6 | 133 | 179 | -46  | 26  |
| +009, | Lukko Rauma       | 36 | 8  | 24 | 4 | 131 | 140 | -9   | 20  |
| +010, | K-Kissat Helsinki | 36 | 4  | 31 | 1 | 96  | 236 | -140 | 9   |

- Champion de Finlande
- Barrage de promotion-relégation
- Relégué en I-divisionna

Le K-Kissat Helsinki est relégué en I. Divisioona et est remplacé par le Saipa Lappeenranta.

### Barrage de promotion-relégation
Le Lukko Rauma se maintient grâce à ses deux victoires 11-4 et 4-2 sur le Sport Vaasa.

### Meilleurs pointeurs
Cette section présente les meilleurs pointeurs de la saison.
| Clt | Joueur          | Équipe           | PJ | B  | A  | Pts | Pun |
| --- | --------------- | ---------------- | -- | -- | -- | --- | --- |
| 1   | Timo Sutinen    | Jokerit Helsinki | 36 | 21 | 51 | 72  | 12  |
| 2   | Jorma Peltonen  | Ilves Tampere    | 35 | 26 | 27 | 53  | 24  |
| 3   | Timo Turunen    | Jokerit Helsinki | 36 | 30 | 20 | 50  | 80  |
| 4   | Juha Rantasila  | HIFK             | 36 | 22 | 28 | 50  | 71  |
| 5   | Juhani Tamminen | HIFK             | 36 | 21 | 26 | 47  | 29  |

### Trophées et récompenses
| Trophée                                                                              | Vainqueur                        |
| ------------------------------------------------------------------------------------ | -------------------------------- |
| Kanada-malja Champion de Finlande                                                    | HIFK                             |
| Aaro Kivilinnan muistopalkinto Meilleur club finlandais toutes catégories confondues | Ilves Tampere                    |
| Parhaan tulokkaan palkinto Meilleur joueur recrue                                    | Matti Hagman (HIFK)              |
| Fair play-pelaajan palkinto Joueur le plus fair-play                                 | Jorma Kallio (Ilves Tampere)     |
| Tarmon maalivahtipokaali Meilleur gardien de but                                     | Antti Leppänen (Tappara Tampere) |
| Parhaan erotuomarin palkinto Meilleur arbitre                                        | Unto Wiitala                     |

| Position       | Joueur            | Équipe          |
| -------------- | ----------------- | --------------- |
| Gardien de but | Antti Leppänen    | Tappara Tampere |
| Défenseur      | Heikki Riihiranta | HIFK            |
| Défenseur      | Juha Rantasila    | HIFK            |
| Ailier gauche  | Esa Peltonen      | HIFK            |
| Centre         | Veli-Pekka Ketola | Ässät Pori      |
| Ailier droit   | Juhani Tamminen   | HIFK            |

## Suomen sarja

### Formule
Les 24 clubs participants sont répartis dans trois poules géographiques de 8 équipes. Elles affrontent toutes les équipes de leur groupe à deux reprises pour un total de 14 parties jouées chacune. Les deux premiers de chaque groupe se qualifient pour la poule finale où elles affrontent toutes les équipes à deux reprises pour un total de 10 parties jouées chacune. Le premier du classement final est promu en SM-sarja tandis que le deuxième joue un barrage de promotion-relégation contre l'avant-dernier de l'élite.
Le second échelon devant être réduit à huit équipes à partir de la saison suivante, les troisièmes de chaque groupe de la première phase disputent une poule de qualification. Elles affrontent les deux autres équipes à deux reprises pour un total de quatre parties jouées chacune. Les deux premiers du classement final se maintiennent tandis que le dernier est relégué en II-divisionna en compagnie des cinq derniers de chaque groupe de la première phase.

### Première phase

#### Poule Nord
| Clt   | Équipe         | PJ | V  | D  | N | BP  | BC  | Diff | Pts |
| ----- | -------------- | -- | -- | -- | - | --- | --- | ---- | --- |
| +001, | Kärpät Oulu    | 14 | 13 | 1  | 0 | 131 | 45  | +86  | 26  |
| +002, | Sport Vaasa    | 14 | 12 | 1  | 1 | 127 | 42  | +85  | 25  |
| +003, | JYP Jyväskylä  | 14 | 9  | 4  | 1 | 96  | 59  | +37  | 19  |
| +004, | RaVe           | 14 | 9  | 5  | 0 | 74  | 57  | +17  | 18  |
| +005, | Lempäälän Kisa | 14 | 4  | 10 | 0 | 58  | 100 | -42  | 8   |
| +006, | VIFK           | 14 | 4  | 10 | 0 | 53  | 81  | -28  | 8   |
| +007, | OPS            | 14 | 3  | 11 | 0 | 39  | 136 | -97  | 6   |
| +008, | Hermes Kokkola | 14 | 1  | 13 | 0 | 52  | 101 | -49  | 2   |

- Poule finale
- Poule de qualification
- Relégué en II-divisionna

#### Poule Est
| Clt   | Équipe             | PJ | V  | D  | N | BP  | BC  | Diff | Pts |
| ----- | ------------------ | -- | -- | -- | - | --- | --- | ---- | --- |
| +001, | SaiPa Lappeenranta | 14 | 14 | 0  | 0 | 116 | 36  | +80  | 28  |
| +002, | KooKoo Kouvola     | 14 | 9  | 4  | 1 | 84  | 55  | +29  | 19  |
| +003, | Lahden Reipas      | 14 | 9  | 5  | 0 | 95  | 45  | +50  | 18  |
| +004, | SaPKo Savonlinna   | 14 | 9  | 5  | 0 | 64  | 54  | +10  | 18  |
| +005, | Jokipojat Joensuu  | 14 | 5  | 8  | 1 | 79  | 76  | +3   | 11  |
| +006, | Jukurit Mikkeli    | 14 | 3  | 8  | 3 | 68  | 73  | -5   | 9   |
| +007, | Valtit Varkaus     | 14 | 4  | 9  | 1 | 57  | 100 | -43  | 9   |
| +008, | Peto               | 14 | 0  | 14 | 0 | 24  | 148 | -124 | 0   |

- Poule finale
- Poule de qualification
- Relégué en II-divisionna

#### Poule Sud
| Clt   | Équipe          | PJ | V  | D  | N | BP  | BC  | Diff | Pts |
| ----- | --------------- | -- | -- | -- | - | --- | --- | ---- | --- |
| +001, | HPK Hämeenlinna | 14 | 11 | 2  | 1 | 142 | 44  | +98  | 23  |
| +002, | FPS Forssa      | 14 | 11 | 3  | 0 | 128 | 36  | +92  | 22  |
| +003, | PiTa Tarmo      | 14 | 9  | 4  | 1 | 76  | 49  | +27  | 19  |
| +004, | Honka           | 14 | 7  | 6  | 1 | 64  | 57  | +7   | 15  |
| +005, | SuSi            | 14 | 5  | 8  | 1 | 51  | 77  | -26  | 11  |
| +006, | FoA             | 14 | 5  | 9  | 0 | 60  | 84  | -24  | 10  |
| +007, | Smile           | 14 | 4  | 8  | 2 | 39  | 81  | -42  | 10  |
| +008, | LoKV            | 14 | 1  | 13 | 0 | 18  | 150 | -132 | 2   |

- Poule finale
- Poule de qualification
- Relégué en II-divisionna

### Poule de qualification
| Clt   | Équipe          | PJ | V | D | N | BP | BC | Diff | Pts |
| ----- | --------------- | -- | - | - | - | -- | -- | ---- | --- |
| +001, | PiTa Tarmo      | 4  | 2 | 2 | 0 | 22 | 19 | +3   | 4   |
| +002, | SaPKo Savolinna | 4  | 2 | 2 | 0 | 20 | 18 | +2   | 4   |
| +003, | JYP Jyväskylä   | 4  | 2 | 2 | 0 | 23 | 28 | -5   | 4   |

- Relégué en II-divisionna

### Poule finale
| Clt   | Équipe             | PJ | V | D | N | BP | BC  | Diff | Pts |
| ----- | ------------------ | -- | - | - | - | -- | --- | ---- | --- |
| +001, | SaiPa Lappeenranta | 10 | 8 | 0 | 2 | 81 | 26  | +55  | 18  |
| +002, | Sport Vaasa        | 10 | 6 | 3 | 1 | 58 | 347 | +11  | 13  |
| +003, | HPK Hämeenlinna    | 10 | 5 | 4 | 1 | 42 | 36  | +6   | 11  |
| +004, | FPS Forssa         | 10 | 4 | 5 | 1 | 43 | 59  | -16  | 9   |
| +005, | KooKoo Kouvola     | 10 | 3 | 7 | 0 | 55 | 58  | -3   | 6   |
| +006, | Kärpät Oulu        | 10 | 1 | 8 | 1 | 25 | 58  | -33  | 3   |

- Promu en SM-sarja
- Barrage de promotion-relégation